# Гаролд Нісбет
Гаролд Нісбет (англ. Harold Nisbet; 22 червня 1873 — 12 березня 1937) — колишній британський тенісист.
Здобув 5 одиночних титулів.
Найвищим досягненням на турнірах Великого шолома були фінали в одиночному та парному розрядах.

## Фінали турнірів Великого шолома

### Одиночний розряд (1 фінал)

#### Всі охочі
| Результат | Рік  | Турнір        | Покриття | Суперник       | Рахунок       |
| --------- | ---- | ------------- | -------- | -------------- | ------------- |
| Поразка   | 1897 | Чемпіонат США | Трава    | Вілберфорс Івз | 5–7, 3–6, 2–6 |

### Парний розряд (5 поразок)
| Результат | Рік  | Турнір                    | Покриття | Партнер               | Суперники                         | Рахунок                   |
| --------- | ---- | ------------------------- | -------- | --------------------- | --------------------------------- | ------------------------- |
| Поразка   | 1896 | Вімблдонський турнір 1896 | Трава    | Реджинальд Догерті    | Вілфред Бедделі Герберт Бадделі   | 6–1, 6–3, 4–6, 2–6, 1–6   |
| Поразка   | 1897 | Чемпіонат США             | Трава    | Гарольд Магоні        | Лео Вер Джордж Шелдон             | 13–11, 2–6, 7–9, 6–1, 1–6 |
| Поразка   | 1898 | Вімблдонський турнір 1898 | Трава    | Кларенс Гобарт        | Реджинальд Догерті Лоренс Догерті | 4–6, 4–6, 2–6             |
| Поразка   | 1899 | Вімблдонський турнір 1899 | Трава    | Кларенс Гобарт        | Реджинальд Догерті Лоренс Догерті | 5–7, 0–6, 2–6             |
| Поразка   | 1900 | Вімблдонський турнір 1900 | Трава    | Герберт Ропер-Барретт | Реджинальд Догерті Лоренс Догерті | 7–9, 5–7, 6–4, 6–3, 3–6   |